# Minunea (film)
Minunea este un film dramatic american din 2017 regizat de Stephen Chbosky⁠(d), care a scris scenariul împreună cu Steven Conrad⁠(d) și Jack Thorne⁠(d). Se bazează pe romanul cu același nume din 2012 al lui RJ Palacio și îi are în rolurile principale pe Julia Roberts, Owen Wilson, Jacob Tremblay⁠(d), Mandy Patinkin⁠(d) și Daveed Diggs⁠(d).
Filmul, care urmărește un băiat pe nume August Pullman cu sindromul Treacher Collins care încearcă să se integreze în societate, a fost lansat în Statele Unite pe 17 noiembrie 2017 de către Lionsgate. A primit recenzii pozitive din partea criticilor și a publicului, mulți lăudând interpretările lui Tremblay și Roberts, regia lui Chbosky, scrierea, partitura muzicală și fidelitatea către romanul lui Palacio; filmul a fost un succes de box office, încasând 306 milioane de dolari în întreaga lume cu un buget de 20 de milioane de dolari. La cea de-a 90-a ediție a Premiilor Academiei filmul a fost nominalizat pentru cel mai bun machiaj și cea mai bună coafură. Un film sequel spin-off⁠(d), White Bird, va fi lansat în al patrulea trimestru din 2023, cu Bryce Gheisar⁠(d) reluându-și rolul.

### Efecte speciale
Machiajul protetic al lui Tremblay, conceput și creat de Arjen Tuiten⁠(d), a durat o oră și jumătate pentru a fi aplicat. Acesta a constat dintr-o calotă craniană cu urechi protetice atașate, o proteză facială care acoperea fața lui Tremblay și o perucă pentru a le lega pe toate.

## Recepție

### Reacția criticilor de film
Pe agregatorul de recenzii Rotten Tomatoes, filmul are un rating de aprobare de 85% bazat pe 192 de recenzii și un rating mediu de 7,1/10. Consensul critic al site-ului spune: „Wonder (Minunea) nu se îndepărtează de sentimentul materialului său sursă bestseller, dar această dramă bine interpretată și în general fermecătoare își câștigă atracția celor mai profunde sentimente”. Pe Metacritic, filmul are un scor mediu ponderat de 66 din 100, bazat pe 33 de critici, indicând „recenzii favorabile în general”. Publicul chestionat de CinemaScore a acordat filmului o notă medie de „A+” pe o scară de la A+ la F, unul dintre cele aproximativ 100 de filme din istoria serviciului care au primit nota respectivă.
Unii recenzenți au criticat decizia de a alege un actor fără aceeași condiție ca Auggie ca subminând mesajul filmului.  În august 2021, în timpul conferinței MacTaggart de la Festivalul TV de la Edinburgh, co-scenaristul Jack Thorne, deși nu a menționat în mod specific filmul Minunea, a recunoscut că nu a reușit să susțină talentele cu dizabilități în proiectele care implicau acest subiect și a căutat să repare acest lucru făcând eforturi pentru noi inițiative pentru persoanele cu dizabilități precum „Underlying Health Condition”, care au fost lansate în decembrie 2021.